# Saint-Remy-du-Nord
Saint-Remy-du-Nord ist eine französische Gemeinde mit 1.057 Einwohnern (Stand: 1. Januar 2022) im Département Nord in der Region Hauts-de-France. Sie gehört zum Arrondissement Avesnes-sur-Helpe und zum Kanton Avesnes-sur-Helpe.

## Geographie
Die Gemeinde Saint-Remy-du-Nord liegt im Regionalen Naturpark Avesnois an der Sambre, sechs Kilometer südwestlich von Maubeuge. Umgeben wird Saint-Remy-du-Nord von den Nachbargemeinden Hautmont im Norden, Limont-Fontaine im Osten und Südosten, Bachant im Süden und Südwesten, Pont-sur-Sambre im Westen sowie Boussières-sur-Sambre im Westen und Nordwesten.

## Bevölkerungsentwicklung
| Jahr                       | 1962 | 1968 | 1975 | 1982 | 1990 | 1999 | 2006 | 2013 | 2021 |
| Einwohner                  | 1402 | 1360 | 1306 | 1351 | 1390 | 1265 | 1236 | 1164 | 1070 |
| Quellen: Cassini und INSEE |      |      |      |      |      |      |      |      |      |

## Sehenswürdigkeiten
- Kirche Saint-Remy von 1771

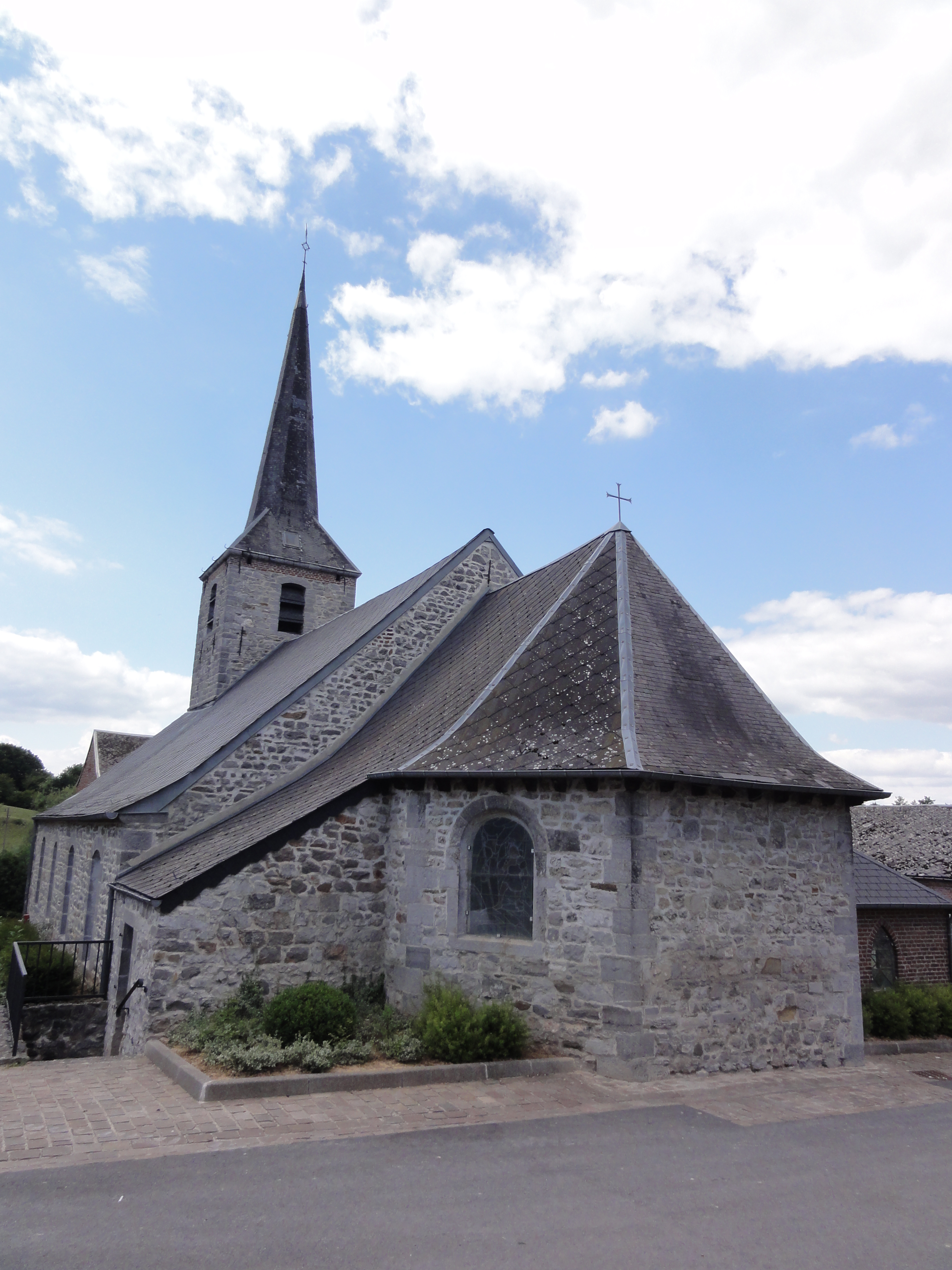
Kirche Saint-Remy
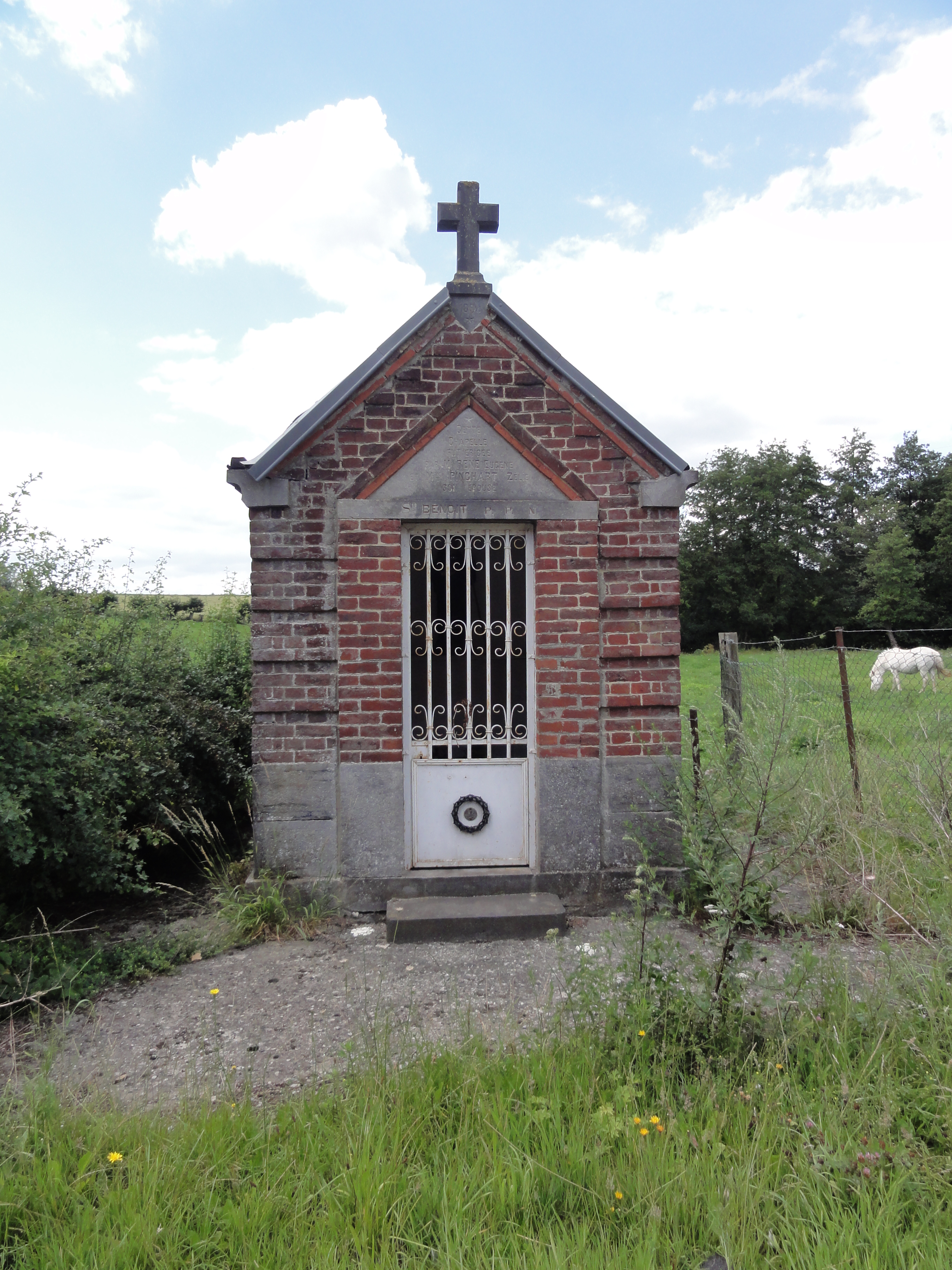
Kapelle Saint-Benoît
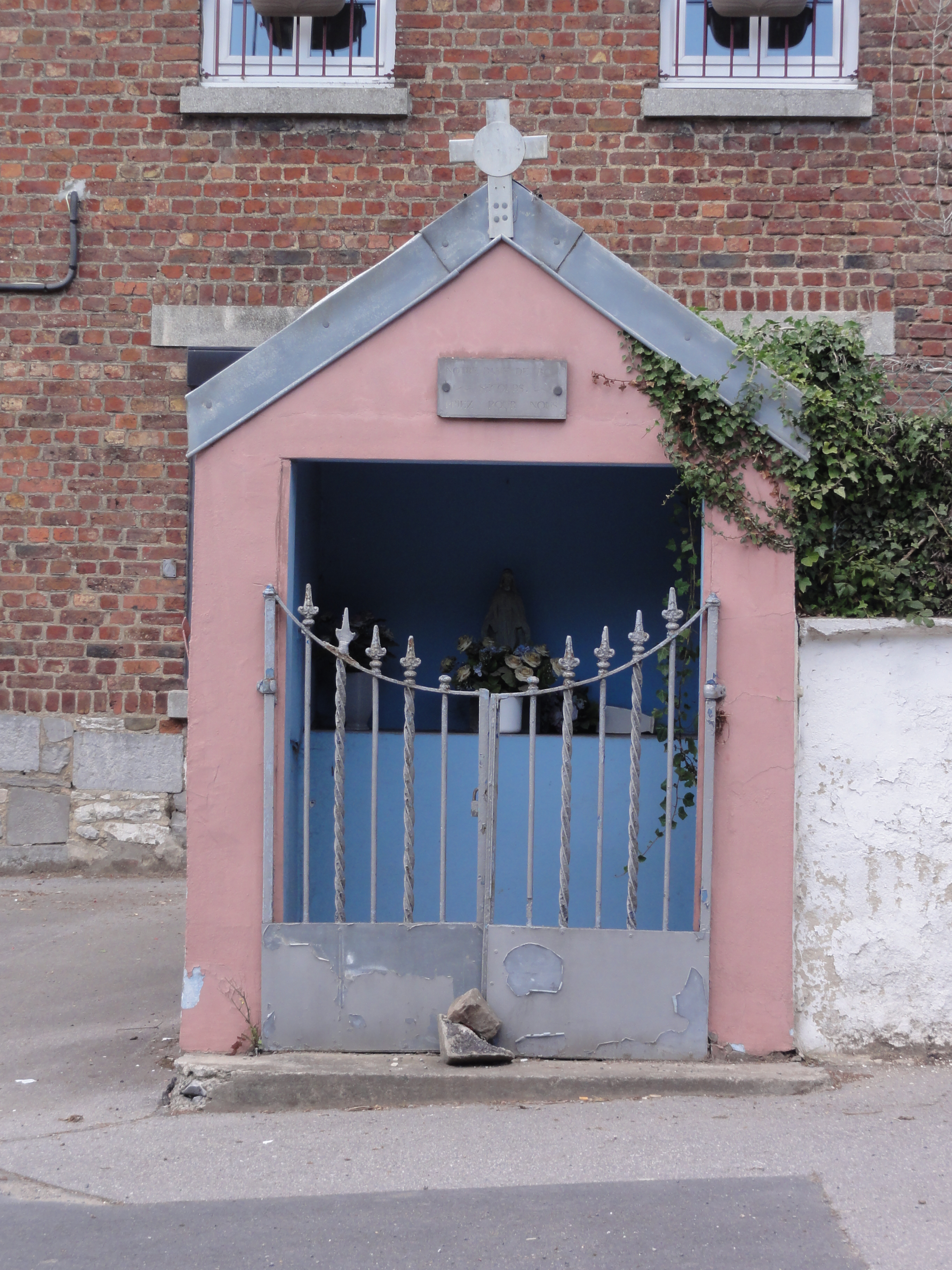
Oratorium Notre-Dame-de-Bon-Secours